# Gorenje
Gorenje d.d. (произносится Горе́нье по-словенски ) — словенская машиностроительная компания, известный производитель бытовой техники. Штаб-квартира находится в Веленье.
Фирма начинала с выпуска сельскохозяйственного оборудования. Входит в десятку крупнейших производителей бытовой техники в Европе с производством 1,65 млн единиц крупной бытовой техники ежегодно. Примерно 95 % всей техники, производимой на заводах Gorenje, идёт на экспорт.
В июне 2018 поглощена (95,42 % акций) китайской Hisense, а в 2021 году центральный офис переехал в Мюнхен.

## Хронология
- 1950 год — основание компании.
- 1958 год — произведена первая партия плит на твёрдом топливе.
- 1961 год — первые экспортные поставки (в Германию).
- 1968 год — начало экспериментального производства современных холодильников с компрессорами.
- 1971 год — начало производства кухонной мебели.
- 1970—1980-е годы — слияние с другими фирмами.
- 1980-е годы — приход Gorenje на американский рынок.
- 1990-е годы — открытие филиалов в Восточной Европе.
- 1997 год — компания становится акционерным обществом.
- 2005 год — покупка фирмы Mora Moravia (Чехия).
- 2006 год — начало производства холодильника с морозильной камерой, украшенной элементами Swarovski.
- 2008 год — основание Gorenje design studio, студии, работающей над дизайном бытовой техники компании, воплотившей ряд смелых идей[10]
- 2009 год — Gorenje участвует в миланской неделе дизайна с комфортной мини-плитой «Миссис Дэллоуэй».
- 2010 год — покупка фирмы ASKO (Швеция).
- 2013 год — Gorenje продал 13 % акций своей фирмы японской компании Panasoniс (около 10 млн €)[11].

## Награды
Gorenje является обладателем многочисленных наград за дизайн, удобство использования и внимание к окружающей среде. Среди наград — премия Red Dot Design Award за лучший дизайн 2005, Plus X Design Award 2006 и ICSID Design Award 2006.
В 2017 году холодильники Gorenje из линейки «Retro Special Edition» получили награду престижной премии The Licensing Awards в категории «Инновации».

## Спонсорство
Gorenje является генеральным спонсором словенских лыжных команд, гандбольного клуба Gorenje, Кубка французской футбольной лиги. В 2015 году компания заключила партнерское соглашение с ФК «Спартак».